# Parafina

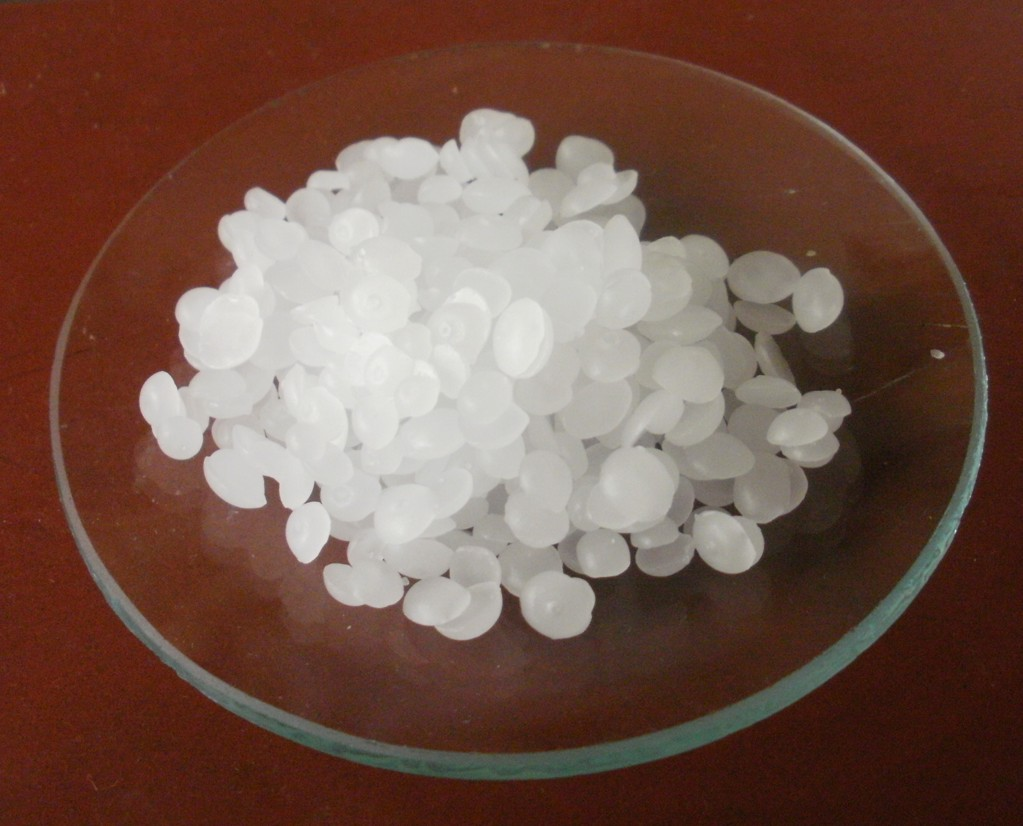
Cera de parafina.

Parafina es el nombre común de un grupo de hidrocarburos alcanos de fórmula general CnH2n+2 , donde n es el número de átomos de carbono. La molécula más simple de parafina es el metano, CH4, un gas a temperatura ambiente; en cambio, los miembros más pesados de la serie, como las formas sólidas de parafina, llamadas “cera de parafina”, provienen de las moléculas más pesadas C20 a C40. La parafina, identificada por primera vez por Carl Reichenbach en 1830, es un derivado del petróleo.
Parafina, o hidrocarburo de parafina es el nombre técnico de los alcanos en general, aunque en la mayoría de los casos se refiere específicamente a un alcano lineal o alcano “normal” —si posee ramificaciones, los isoalcanos también son llamados isoparafinas.
El nombre deriva del latín parum ‘apenas’, más affinis, aquí utilizado con el significado de ‘falta de afinidad’ o ‘falta de reactividad’.

## Fabricación
Generalmente se obtiene del petróleo, de los esquistos bituminosos o del carbón.
El proceso comienza con una destilación a temperatura elevada, para obtener aceites pesados, de los que por enfriamiento a 0 °C, cristaliza la parafina, la cual es separada mediante filtración o centrifugación.
El producto se purifica mediante recristalizaciones, lavados ácidos y alcalinos y decoloración.
Las refinerías de petróleo normalmente producen parafina. También se puede obtener mediante el craqueo térmico del petróleo, donde se rompen cadenas de carbonos y se añade calor 400-650 °C.

## Cera
La cera de parafina se encuentra por lo general como un sólido ceroso, blanco, inodoro, carente de sabor, con un punto de fusión típico entre 69 °C y 84 °C Es insoluble en agua, aunque sí es soluble en éter, benceno, y algunos ésteres. La parafina no es afectada por los reactivos químicos más comunes, pero se quema fácilmente.
La cera pura de parafina es un muy buen aislante eléctrico, su resistividad eléctrica toma valores en el rango {\displaystyle 10^{13}} y {\displaystyle 10^{17}} ohm metro. Esto es mejor que la resistividad de la mayoría de los otros materiales excepto algunos plásticos (por ejemplo el teflón). Es un moderador de neutrones muy efectivo y fue utilizado por James Chadwick en los experimentos que realizó en 1932 para identificar al neutrón.
La cera de parafina (C25H52) es un material excelente para almacenar calor, ya que tiene una capacidad calorífica de 2,14-2,9 J g–1 K–1 y un calor de fusión de 200-220 J/g. Esta característica es aprovechada en la modificación de placas de material de construcción, como las de cartón yeso; la parafina es vaciada o inyectada en la placa, donde se derrite durante el día, absorbiendo calor, y se solidifica después, durante la noche, liberando calor.
La cera se expande considerablemente cuando se derrite, y ello se utiliza en la fabricación de termostatos para uso industrial o doméstico y especialmente en automóviles. También se utiliza en los laboratorios en el proceso de destilación, para evitar que forme espuma en el balón de destilación.
Para preparar los moldes para fundir piezas de metal y otros materiales, se usan “cubiertas de cera para fundición”, en las cuales la parafina se combina con otros materiales para obtener las propiedades deseadas. En general no se utiliza para hacer los moldes o modelos originales para fundición, pues es relativamente frágil a temperatura ambiente y no puede ser tallada en frío sin que se produzcan fracturas. Las ceras suaves, flexibles tales como la cera de abejas son preferidas para estos propósitos.
En aplicaciones industriales, es práctica común modificar las características cristalinas de la cera de parafina, lo cual se consigue agregando algunas cadenas laterales a la cadena de carbón de la parafina. La modificación se realiza generalmente con aditivos, tales como goma EVA, cera microcristalina, o formas de polietileno; así resulta una parafina modificada, con una alta viscosidad, una menor estructura cristalina y propiedades funcionales diferentes.
La parafina tiene varias otras aplicaciones. Se utiliza para fabricar papel parafinado para empacar alimentos y otros productos; para fabricar papel carbón; para impermeabilizar tapas de corcho o plástico, maderas, municiones; como aislante en conductores eléctricos; para fabricar lápices grasos, bujías y múltiples artículos.

## Líquida
La parafina líquida es una mezcla de alcanos ligeros; tiene diversos nombres y presentaciones, incluyendo nujol, aceite de parafina, albolin, glimol, parafina medicinal, saxol, o aceite mineral de USP.
Se utiliza a menudo en la espectroscopia infrarroja, pues tiene un espectro IR relativamente sencillo, con pocas bandas bien conocidas. Una pequeña cantidad de la muestra sólida que se investiga se muele con algunas gotas de parafina líquida y la pasta obtenida se extiende sobre un disco de un material transparente al IR, que luego se coloca en el espectrómetro de IR. En el espectro obtenido se descuentan las bandas propias de la parafina. 
La parafina líquida medicinal se utiliza para ayudar al movimiento de intestino en las personas que sufren el estreñimiento crónico; pasa a través del tubo digestivo sin ser asimilada por el cuerpo, pero limita la cantidad de agua excretada.
En la industria alimentaria, donde puede ser llamada cera, es utilizada como lubricante en mezclas mecánicas, aplicado a los moldes de hornear para asegurarse de que los panes o tortas sean fácilmente extraíbles de los moldes una vez completada la cocción. También se aplica como una capa sobre la fruta u otros artículos que requieren un aspecto brillante para la venta.